# Triatlon
Triatlon je individuální multisportovní závod zahrnující tři části (plavání, jízda na kole a běh), které je nutné absolvovat ve stanoveném pořadí v těsném sledu. Dle různých délek rozeznáváme pak i disciplíny triatlonu. Jeho vznik je spojován s tradičními testy přežití provozovanými americkými záchranáři v sedmdesátých letech 20. století. Ve skutečnosti je jeho předchůdcem závod Les trois sports pořádaný ve Francii již ve dvacátých letech. Na olympijských hrách se poprvé triatlon objevil v roce 2000 v Sydney, odkud dovezl Jan Řehula bronz.
Odvozený sport je kvadriatlon, který původní triatlon rozšiřuje na čtyři části o další sportovní disciplínu z oblasti kanoistiky, totiž jízdu na kajaku.

## Kategorie závodů
| Závod                           | Plavání | Jízda na kole | Běh               | Nejlepší dosahované časy |
| ------------------------------- | ------- | ------------- | ----------------- | ------------------------ |
| Sprint triatlon                 | 750 m   | 20 km         | 5 km              | 1:12                     |
| Krátký (olympijský) triatlon    | 1,5 km  | 40 km         | 10 km             | 1:45                     |
| Střední triatlon (Half Ironman) | 1,9 km  | 90 km         | 21,1 km           | 3:26                     |
| Dlouhý triatlon (Ironman)       | 3,8 km  | 180 km        | 42,2 km (maraton) | 7:21                     |